# Wiktor Mazurowski
Wiktor Wincenty Mazurowski (n. 1859, Varșovia – d. 1944, Varșovia) a fost un pictor polonez.

## Biografie
În anii 1876-1878 a frecventat clasa de desen a lui W. Gerson la Varșovia, apoi, între anii 1879-1889, a studiat la Academia de Arte Frumoase din Sankt Petersburg. În 1888 i s-a decernat titlul de kłassnyj chudożnik din partea Academiei. În 1889 obținând o bursă pentru un an a călătorit prin Europa, a vizitat Parisul, Münchenul, Italia, Spania și țările scandinave. A părăsit Sankt Petersburgul și a plecat în Polonia, după care a plecat la Roma, unde a rămas până în 1939.
A pictat portrete, scene de război, de vânătoare, din viața cotidiană și schițe de peisaje. Picturile lui în mare parte se găsesc în muzeele din Rusia.